# Vicent Doménech el Palleter
|  | «El Palleter» redirigeix aquí. Vegeu-ne altres significats a «El Palleter (revista)». |

Vicent Doménech, conegut com El Palleter (Paiporta, 1783), va ser un palleter de la ciutat de València, que declarà el 1808 la guerra contra Napoleó. Segons la tradició, hauri sigut el primer a alçar el seu crit de revolta contra els invasors francesos, expressió de l'odi al francès i als valors de la il·lustració.

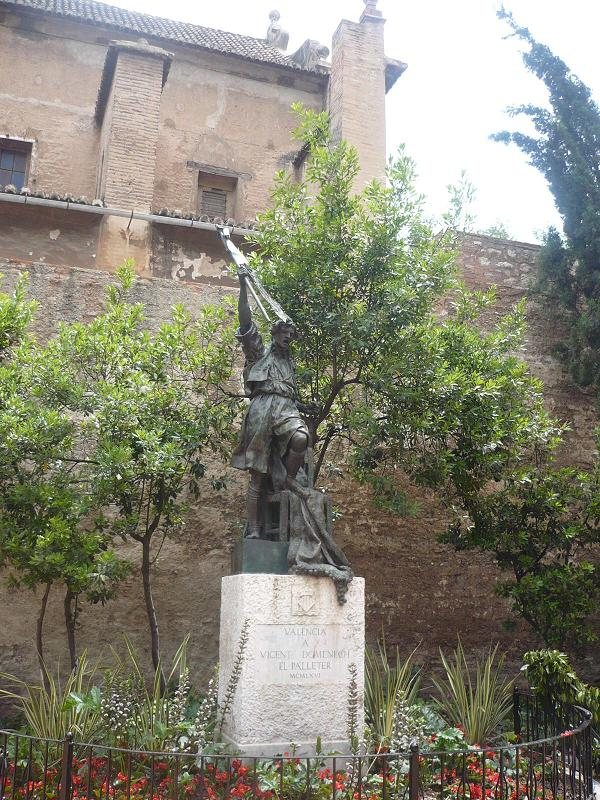
Vicent Doménech als jardins del Carrer de Guillem de Castro junt a les Torres de Quart

L'arribada a València de la notícia de la renúncia de Ferran VII a la corona espanyola en favor de Josep Bonaparte, va provocar manifestacions diverses entre el poble. Vicent Doménech, un palleter, desesperat a l'espera que un gabinet es reunira per a prendre una decisió sobre l'assumpte, agafà una canya i posà un tros de la seua faixa roja en forma de bandera, i enarborant-la, marxà al mercat. En arribar a una botiga on es venia el nou paper segellat pel govern francès, n'agafà un plec, el trencà, es posà damunt d'una cadira enmig d'una plaça i declarà la guerra a Napoleó.
Se li atribueixen les paraules: «Un pobre palleter li declara la guerra a Napoleó. Visca Ferran VII i mort als traïdors». L'endemà, el poble es rebel·là i va assaltar i va prendre per les armes la ciutadella. El 25 de maig es constituí la"Junta Suprema de Govern del Regne de València.

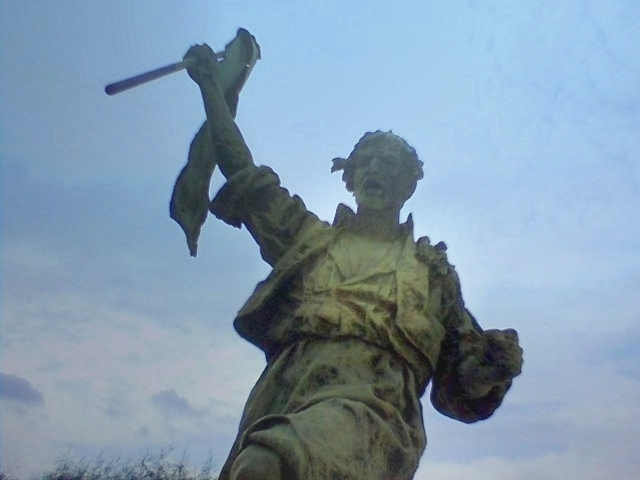
El Palleter. Escultura d'Emili Caladin.

La revolució havia triomfat, però temporalment. Poc més tard, el mariscal Suchet, després de sotmetre el Principat de Catalunya, va atacar el Regne de València, que passaria a mans de Napoleó.
El Palleter és una figura que s'ha utilitzat reiteradament com a símbol d'insubmissió del poble pla, especialment enfront dels poderosos i de les injustícies. També s'ha utilitzat per associacions de tota classe, com ara sectors del blaverisme polític o associacions de víctimes, com ara les del cas Alcàsser.
Hi ha dues estàtues en bronze del palleter a València, una al Museu de Belles Arts de València i l'altre copia va ser erigit el 1966 a costat de les Portes de Quart de València. Van ser ambdues foses a partir d'un model en guix, fet per Emili Calandín i Calandín el 1900.